# Дэвис, Брюс
Брюс Аллен Дэвис (англ. Bruce Allen Davis; 3 сентября 1948, Толидо, штат Огайо, США — 12 декабря 1988, Тюрьма «
Menard Psychiatric Center», округ Рандолф, штат Иллинойс) — американский серийный убийца. По официальной версии следствия Дэвис совершил серию из как минимум 3 убийств в период с 1971 года  по 1982 год на территории штата Иллинойс и на территории города Вашингтон. Настоящее количество жертв Дэвиса неизвестно, так как он после своего последнего ареста в октябре 1982 года - заявил о том, что в период с 1969 года по 1971 год совершил убийство 32 человек, большая часть из которых являлась гомосексуалами, которые были подвержены большой виктимности и в расследование убийств которых было проведено полицией с большой небрежностью из-за социального статуса жертв.

## Биография
О ранних годах жизни Брюса Дэвиса известно мало. Известно что Дэвис родился 3 сентября 1948 года в городе Толедо, (штат Огайо). В начале 1950-х его семья покинула территорию штата Огайо и переехала на территорию округа Фейетт (штат Западная Виргиния), где в сельской местности Дэвис провел свое детство и юность. В 1961 году Брюс Дэвис будучи в возрасте 13 лет стал жертвой сексуального насилия, благодаря чему впоследствии стал испытывать ненависть по отношению к педофилам и гомосексуалам. С ранних лет Дэвис увлекался музыкой, пением, иногда в ущерб занятиям в школе. Обладая развитым голосом и музыкальным слухом, Дэвис был известен в своем округе своими музыкальными способностями, благодаря чему в середине 1960-х бросил школу, покинул территорию штата Огайо и отправился в Нью-Йорк. Дэвис нашел жилье на боро Манхэттен, где пытался построить карьеру певца. Однако к 1968 году во всех своих начинаниях, кроме получения диплома об окончании  вечерней школы «Washington Irving Evening High School», Дэвис потерпел неудачу. Оставшись без средств к существованию, Брюс Дэвис вынужден был вести бродяжнический образ жизни, заниматься низкоквалифицированным трудом, перебиваться случайными заработками и совершать мелкие кражи.

## Криминальная карьера
В феврале 1972 года Брюс Дэвис был арестован на территории города Вашингтон (округ Колумбия) по обвинению в совершении убийства местного бизнесмена Джеймса Эрла Хаммера, с которым Дэвис состоял в дружеских отношениях. На судебном процессе адвокатам Дэвиса удалось доказать то факт, что убийство носило неумышленный характер, вследствие чего Дэвис было осужден по обвинению в совершении непреднамеренного убийства и получил в качестве уголовного наказания 15 лет лишения свободы с правом условно-досрочного освобождения по отбытии 5 лет тюремного заключения. В этот период полиция города Чикаго на основании очевидных улик, установила причастность Брюса к совершению убийства преподобного Карло Барлассина, который был убит в одном из отелей  Чикаго 29 июня 1971 года. Из бумажника Барлассины пропало несколько чеков и 1000 долларов наличными. Барлассина, член римско-католического ордена «варнавитов», был главой святилища «Богоматери Фатимы», расположенной недалеко от Ниагарского водопада. Он остановился в Чикаго по пути к новому назначению в качестве помощника пастора церкви «Богоматери Розария», расположенной в городе Сан-Диего (штат Калифорния). 28 ноября того же года Дэвис был экстрадирован к Чикаго, где предстал перед судом. 18 декабря 1972 года, он был осужден по обвинению в совершении убийства Барлассина, после чего получил в качестве уголовного наказания 45 лет лишения свободы с правом условно-досрочного освобождения по отбытии 25 лет тюремного заключения. Свою вину Дэвис полностью признал. Он был этапирован для отбывания уголовного наказания в одну из федеральных тюрем , расположенных в городе Терре-Хот, (штат Индиана), где он находился до 1979 года, после чего был этапирован для дальнейшего отбытия наказания в тюрьму «Menard Correctional Center», расположенной в юго-восточной части штата Иллинойс, где он находился до октября 1982 года.

## Побег из тюрьмы «Menard Correctional Center»
В годы заключения за примерное поведение и участие в различных реабилитационных программах Дэвиса перевели на облегченные условия содержания, благодаря чему в начале 1980-х он получил возможность работать на тюремной сельскохозяйственной ферме в качестве грузчика и разнорабочего. Вечером 24 октября 1982 года при наличии минимального числа персонала охраны, улучив момент Брюс Дэвис проделал отверстие в тюремном ограждении и пролез через него, совершив таким образом очередной побег. Во время совершения побега, Дэвис с помощью топора убил 52-летнего Джозефа Кашмена, начальника персонала охраны и распределителя работ на ферме, после чего похитил его пикап и покинул территорию тюрьмы.

## Арест и последующие признания
В течение последующих дней после совершения побега, Дэвису удалось беспрепятственно покинуть территорию штата Иллинойс. Он отправился на территорию штата Западная Виргиния, где был арестован 31 октября того же года во время попытки угона автомобиля на территории округа Фэйетт, где он провел свое детство и юность. После ареста, в течение двухнедельного допроса Дэвис признался следователям в совершении 33 убийств, 32 из которых он совершил в период с 1969 года по 1971 года на территории таких городов как Вашингтон,  Рино и Лас-Вегас (штат Невада), Лос-Анджелес и Сан-Франциско (штат Калифорния),  Новый Орлеан (штат Луизиана), Нью-Йорк, Сан-Хуан, Бостон (штат Массачусетс), Форт-Лодердейл (штат Флорида), городов на территории штатов Нью-Джерси, Кентукки, Виргиния и на территории округа Арлингтон, пригорода столицы США Вашингтона, находящегося на правом берегу реки «Потомак».
Дэвис утверждал, что застрелил, зарезал или отравил 12 гомосексуалистов из Вашингтона — четырех на территории округа Арлингтон и восемь на территории округа Колумбия. Показания в совершении этих 12 убийств отражали большое соответствие в деталях, географической местности и времени, благодаря чему следствие предположило большую вероятность правдивости в показаниях Брюса. Несколько человек, по версии Дэвиса он убил на территории штата Иллинойс. Ник Хауэлл, представитель Департамента исправительных учреждений Иллинойса, в свою очередь заявил, что по крайней мере пять убийств, в совершении которых он признался - действительно произошли при похожих обстоятельствах, изложенных в показаниях Дэвиса, благодаря чему часть из его признательных показаний вполне могла быть достоверна. В то же время часть его показаний подвергалась сомнению. Так Дэвис убеждал сотрудников департамента шерифа округа Фейет в том, что в 1971 году он в четырех отдельных инцидентах  ранил или убил во время стрельбы из пистолета четырех гомосексуалов возле  «Мемориал Корпуса морской пехоты США» на территории округа Арлингтон, однако следователи из отдела по расследованию убийств округа Арлингтон заявили впоследствии, что не могут подтвердить никаких подобных убийств в указанное Брюсом Дэвисом время.  Дэвис признался в том, что большую часть свободного времени проводил в кварталах городов, которые пользовались большой популярностью среди гомосексуалов и иных представителей ЛГБТ-ссобщества из-за наличия в районе множества гей-баров и других подобных этим заведений. Обладая привлекательной внешностью и харизмой, Дэвис был популярен среди гомосексуалов, с частью из которых периодически сожительствовал вследствие материальных трудностей, а другую часть знакомых в ходе знакомства и последующих свиданий заманивал под разными предлогами в уединенные места, где грабил и убивал.
Во время дачи показаний он также заявил, что решил признать себя виновным в ходе многомесячного внутриличностного конфликта, в состоянии которого он пребывал и чувства угрызения совести. Дэвис утверждал, что в период с 1969 по начало 1972 года вел бродяжнический образ жизни, посетив при этом несколько штатов США, однако истинный масштаб его передвижений установить не удалось, а часть его показаний была признана неубедительной и отмечена противоречивыми сведениями, так как было установлено что некоторое время Дэвис работал библиотекарем в одном из городов, расположенных на территории штата Мэриленд и то, что в период с 1969 по 1971 год Дэвис посещал курсы «Преподавание для взрослых»  в Мэрилендском университете в Колледж-Парке.
Согласно свидетельствам Дэвиса, в 1970-м и 1971-м годах он совершил пять убийств в Нью-Йорке. Сотрудники департамента полиции Нью-Йорка заявили о том, что Дэвис в своих указаниях точно указал детали совершенных убийств и обстоятельства при которых они были совершены. Информация, которую поведал Дэвис следователям никогда не разглашалась общественности и была известна только сотрудникам правоохранительным органам, благодаря чему причастность Брюса Дэвиса к совершению убийств на территории Нью-Йорка не подвергалась сомнению. В частности Дэвис сознался в совершении убийства 27-летнего Эрика Черкезяна, педагога по вокалу, который был задушен ремнем в своем номере отеля «Ансония» на пересечении улицы Бродвей и 73-й улицы в мае 1970 года. Дэниел Ф. МакМахон из отдела по расследованию убийств в департаменте полиции Нью-Йорка заявил представителям СМИ в середине ноября 1982 года о том, что Дэвис поведали детали совершения убийства, известные только следствию.
Несмотря на множество признательных показаний в совершении убийств на территории нескольких штатов, никакой стратегии судебного преследования Дэвиса создано не было. В конечном итоге было принято решение провести  судебный процесс на территории штата Иллинойс по обвинению в совершении убийства Джозефа Кашмена, после чего экстрадировать преступника на территорию других штатов. Это решение поддержал Генеральный прокурор США. В июле 1983 года Брюс Дэвис признал себя виновным в совершении убийства Кашмена, но заявил что страдает психическим расстройством. В ходе судебно-психиатрической экспертизы у Дэвиса действительно было диагностировано психическое расстройство, но он был признан вменяемым, на основании чего в конце 1983 года он был осужден за совершение убийства 52-летнего Джозефа Кашмена и получил в качестве уголовного наказания пожизненное лишение свободы. Обвинений в совершении других убийств в последующие годы ему так и не было никогда предъявлено.

## Смерть
После осуждения на основании результатов судебно-психиатрической экспертизы Брюс Дэвис был этапирован для несения уголовного наказания в тюрьму строгого режима «Menard Psychiatric Center», предназначенную для содержания заключенных, признанных душевнобольными и представляющими социальную опасность для других заключенных. Будучи в заключении Дэвис проходил курс лечения и вынужден был постоянно принимать лекарства, но его психическое состояние продолжало ухудшаться. 12 декабря 1988 года Брюс Аллен Дэвис совершил самоубийство, повесившись в своей камере с помощью подручных средств.